# Кваго
Кваго́ (хангиль: 과거, ханча: 科擧) — іспити, що дають право вступити на державну службу в корейських державах Пізня Сілла, Корьо і Чосон. Введено під впливом китайського іспиту кецзюй, але, на відміну від Китаю, в Кореї до іспиту на вищі посади допускали лише людей шляхетного походження (янбан і янін), а люди з нижчих станів до іспитів не допускалися. Як і в Китаї, іспити-кваго могли складати лише чоловіки.
Проведення кваго вплинуло на «шлях розвитку політичної структури як симбіоз чиновництва та аристократії». Також це сприяло зміцненню конфуціанства. «На підставі результатів кваго чиновник міг розраховувати на отримання чергового рангу, а отже, на просування по службі. У зв'язку з цим конфуціанство почало відігравати ще важливішу роль у системі освіти феодальної Кореї».

## Хронологія
Більшість джерел початком проведення в Кореї іспитів-кваго називає 958 рік, К. В. Асмолов називає 928 рік.
Прийшовши до влади та заснувавши державу Чосон, Лі Сонгьо посилив систему державних іспитів на здобуття чиновницької посади. Підготовкою та проведенням іспиту в Чосоні займалася Палата ритуалів — Єчжо́. Коли чиновники складали державні іспити, серед екзаменаторів не могло бути їхніх родичів.
Скасовано іспити-кваго лише наприкінці XIX століття, за прем'єр-міністра Кім Хон Чіпа (реформа Кабо).

## Регламент
Ті, хто складав іспит, мали продемонструвати знання китайських класичних творів: п'ять основних творів (І цзін, Шу цзін, Ши цзін, Лі цзі, Чуньцю) і три історії (Ши цзі, Ханьшу та Хоу Ханьшу). Екзаменаційні роботи писали класичною китайською мовою — веньян (у Кореї її називали «ханмун»).
Іспити на здобуття посади проходили лише в столиці п'ять разів на рік. Іспити на здобуття наукових ступенів: чинса і севон — проводилися раз на три роки, причому спочатку проводився попередній іспит чхосі́, за підсумком якого відбирали кандидатів на іспит хвесі.
Согва́ і тегва́ — «малий» і «великий» іспити, фактично перший був іспитом на ступінь, другий — на посаду. Зазвичай між здаванням согва та тегва проходило кілька років, іноді дев'ять або більше. Тонда́н — позачерговий іспит, влаштовуваний з нагоди тієї чи іншої урочистої події (сходження на престол нового правителя тощо).
Тим, хто успішно склав іспити на цивільні посади, видавали свідоцтва на червоному папері — хонпхе.

## Чхвідже
Крім держіспитів кваго, існували різні іспити чхвідже (відбір здібних). Такі іспити давали право обіймати нижчі чиновні чи технічні посади (місцеві адміністратори, дрібні чини дипломатичної служби, перекладачі, наглядачі на переправі, бібліотекарі, писарі та інші дрібні чиновники).